# جولييت غاردينر
جولييت غاردينر (بالإنجليزية: Juliet Gardiner)‏ هي مؤرخة بريطانية، ولدت في 24 يونيو 1945.